# Ákos Vereckei
Ákos Vereckei (Budapeste, 26 de agosto de 1977) é um velocista húngaro na modalidade de canoagem.

## Carreira
Foi vencedor das medalhas de Ouro em K-4 1000 m em Sydney 2000 e em Atenas 2004 com os seus colegas de equipa Zoltán Kammerer, Botond Storcz e Gábor Horváth.